# Perlenmuräne
Die Perlenmuräne (Gymnothorax meleagris), die auch Weißmaul-Muräne genannt wird, ist ein mariner Knochenfisch, der der Gattung Gymnothorax aus der Familie der Muränen (Muraenidae) angehört, die gemeinsam mit Aalen zu den Aalartigen (Anguilliformes) gezählt werden.

## Verbreitung und Habitat
Perlmuränen kommen im Indopazifik vom Osten Afrikas bis zu den Marquesas-Inseln und Mangareva vor. Daneben nördlich von den Ryūkyū-Inseln und Hawaii-Inseln und südlich bis zur Lord-Howe-Insel. Im Südostatlantik lebt die Art bei Südafrika. Verschiedene Autoren berichteten über Vorkommen im Roten Meer, Randall und Golani (1995) zeigten jedoch, dass alle diese Funde als ungültig anzusehen sind.
Die Perlmuräne lebt in korallenreichen Gebieten von Lagunen und Riffen. Sie bevorzugt flaches Wasser in Tiefen von 1 m bis mindestens 36 m (je nach Quelle auch bis 64 m), Jungtiere kommen häufig in Gezeitenzonen vor.

## Beschreibung

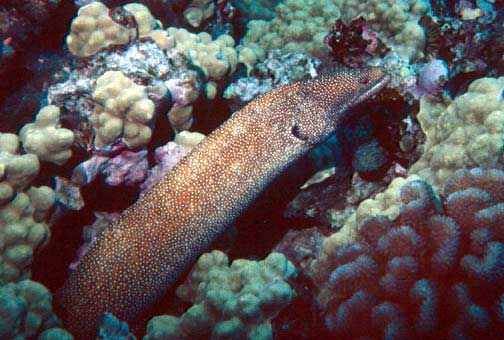
Die Musterung von Perlenmuräne weist individuelle Unterschiede auf.
(Quelle: National Park Service)

Die Perlenmuräne ist eine große Muräne mit stämmigem Körper der sich bis zum Schwanz nicht verjüngt. Gewöhnlich erreichen ausgewachsene Exemplare eine Körperlänge von 80 Zentimetern, als maximal Gesamtlänge wird 120 Zentimeter angegeben. Der von der äußeren Form an Aale erinnernde Körper ist seitlich abgeflacht, der Anus liegt vor der Körpermitte. Die Rückenflosse beginnt in der Mitte zwischen Maulspalte und Kiemenöffnungen.
Der Körper und die Flossen der Perlmuränen sind schwarz, dunkelbraun oder gelblich braun und dicht mit hellen, rundlichen Flecken bedeckt. Oft sind die weißen bis gelblichen Flecken dunkler umrandet, am Schwanz werden sie etwas spärlicher. Die Kiemenöffnungen befinden sich in einem schwarzen Fleck. Die Spitze des Schwanzes ist gelb. Rücken- und Analflosse sind mit Haut bedeckt aber deutlich erkennbar. Das Innere ihres mit zahlreichen scharfen Zähnen besetzten Mauls ist weiß, im englischen wird sie deshalb „Whitemouth moray“, Weißmaul-Muräne genannt. Die Art hat 127 bis 132 Wirbel.

## Lebensweise
Perlenmuränen werden häufig beim Jagen bei Ebbe zwischen teilweise freiliegenden Riffen beobachtet, tagsüber und vermutlich auch nachts. Sie ernähren sich hauptsächlich von Fischen, gelegentlich von Krebstieren. Über die Fortpflanzung der Perlenmuränen ist nur wenig bekannt.

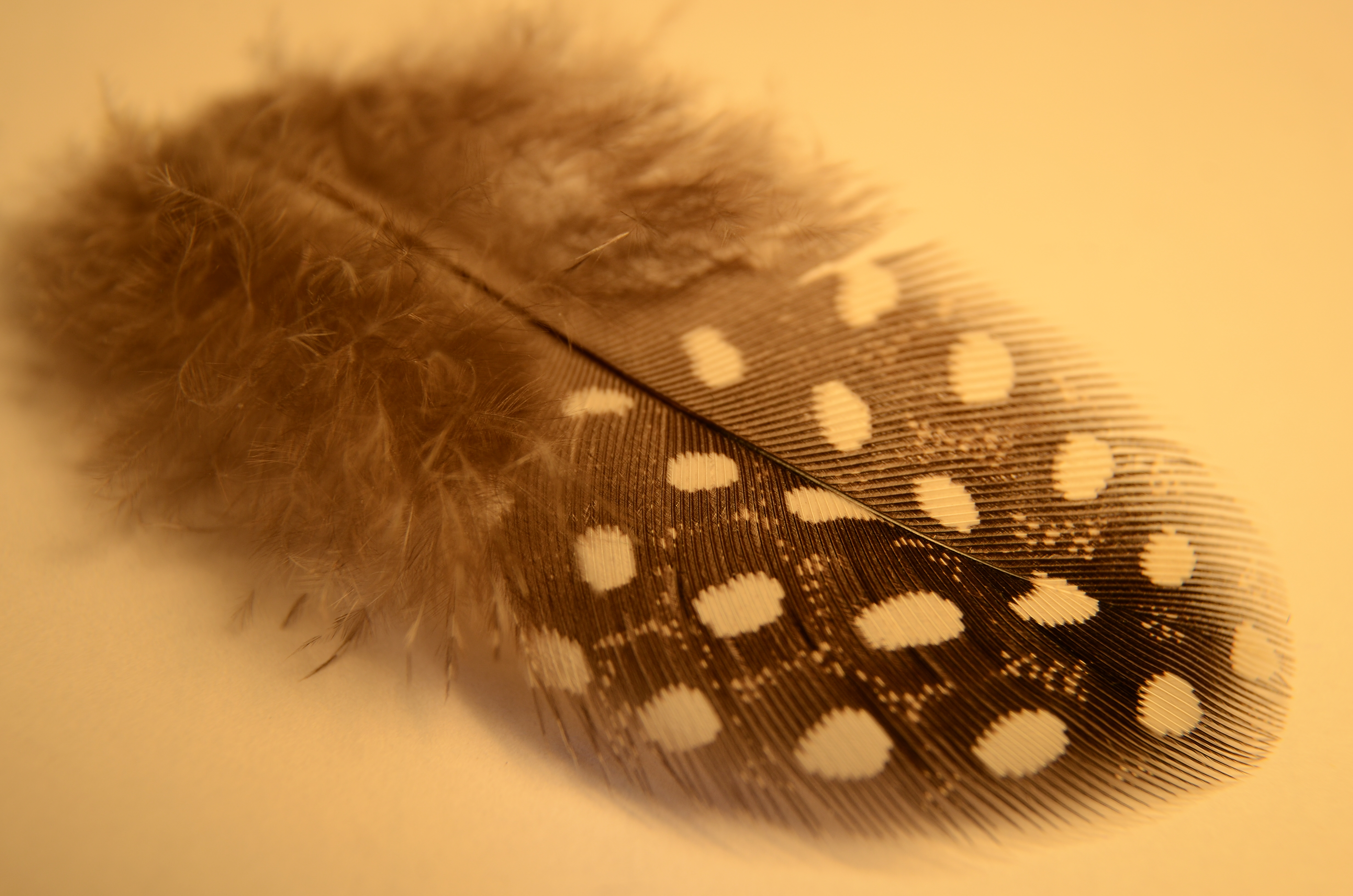
Feder des Perlhuhns

## Taxonomie
Die Art wurde 1795 in Shaw und Nodders The Naturalist's Miscellany als Muraena meleagris erstbeschrieben. Manchmal wird deshalb auch als Autor Shaw & Nodder angegeben. Das Werk wird allerdings Shaw zugerechnet und Nodder wird als Illustrator aufgeführt. Als Typenfundort ist Südlicher Ozean angegeben. Der Artzusatz meleagris kommt vom griechischen μελεαγρίς, bedeutet Perlhuhn, und bezieht sich vermutlich auf die kleinen weißen Flecken am Körper, die dem Farbmuster eines Perlhuhns ähneln.

## Nachahmer
Der Augenfleck-Mirakelbarsch (Calloplesiops altivelis), der ebenfalls zu den Riffbewohnern zählt, nutzt die Perlenmuräne als Vorbild für Bates’sche Mimikry, um mögliche Feinde abzuschrecken und nicht als Beutetier angegriffen zu werden.

## Gefährdung
Die letzte Evaluation durch die IUCN fand 2011 statt, daher sind die Daten veraltet. Damals galten Perlenmuränen als nicht gefährdet („least concern“).

## Giftigkeit und Nutzung
Als Speisefische spielen Perlenmuränen (chinesisch 白口裸胸鯙) unter anderem in einigen Regionen Chinas und Taiwans eine Rolle, wo sie auch kommerziell befischt und vermarktet werden.
Nach Berichten können Perlenmuränen Ciguatera (eine Art der Fischvergiftung) hervorrufen und eignen sich daher nur mit Vorbehalt für den Verzehr. Dennoch werden sie innerhalb ihres Verbreitungsgebietes von der ansässigen Bevölkerung gelegentlich als Nahrungsquelle genutzt.